# Орду
Орду (тур. Ordu, грец. Κοτύωρα) — місто та район в Туреччині, порт на узбережжі Чорного моря, столиця однойменної провінції.

## Історія
Засноване в VIII столітті до н. е. як Котіора, колонія Мілета на Чорному Морі. До 1800 року невелике місто, населене переважно понтійськими греками, оточене численними вірменськими селами. У результаті політики Османської імперії по розселенню кочових тюркських племен, населення швидко виросло. Після російсько-турецької війни 1877–1878 рр. тут стали також селитися турки — біженці з Кавказу і з Грузії. В результаті обміну населенням між Грецією та Туреччиною 1924 року більшість етнічних греків покинули місто. Останнім часом місто населене етнічними турками, вихідцями з Кавказу, вірменами-мусульманами (хемшилами), грузинами-мусульманами (чвенебурі), а також небагаточисленними нащадками етнічних греків, що залишились.